# Orobanche ballotae
Orobanche ballotae es una planta parásita de la familia Orobanchaceae.

## Descripción
Curioso y raro jopo que parasita únicamente manrubio (Ballota hirsuta).

## Hábitat
Matorrales nitrófilos. 

## Distribución
Este y sur de la península ibérica y Baleares, incluyendo toda Andalucía, excepto la provincia de Huelva, la Región de Murcia, el sur de Valencia y las Baleares. Su presencia es bastante probable en el norte de África.